# Лецен
Лецен (нім. Leezen) — громада в Німеччині, розташована в землі Шлезвіг-Гольштейн. Входить до складу району Зегеберг. Центр об'єднання громад Лецен.
Площа — 14,98 км2. Населення становить 1764 ос. (станом на 31 грудня 2020).